# Бегматов, Равшанбек Бердалиевич
Равшанбек Бердалиевич Бегматов (узб. Ravshanbek Berdalievich Begmatov; род. 2 марта 1984 года, Дангаринский район, Ферганская область, УзССР, СССР) — узбекский политический деятель, агроном. Депутат Законодательной палаты Олий Мажлиса Республики Узбекистан по аграрным и водохозяйственным вопросам. Член Экологической партии Узбекистана.

## Биография
Бегматов Равшанбек Бердалиевич родился 2 марта 1984 года в Дангаринском районе Ферганской области. В 2005 году окончил Ташкентский институт ирригации и мелиорации, получив высшее образование по специальности агроном. С 2005 по 2014 год работал ведущим специалистом, позже главным специалистом, а затем и начальником инспекции «Водоконтроль» Ферганской области. Через некторое время был назначен на должность первого заместителя Сырдарья-Сухского бассейнового управления ирригационных сиситем. В 2014—2019 годах был начальником управления Большого Ферганского магистрального канала. С 2019 года назначен на должность начальника управления эксплуатации каналов Ферганской долины.